# Biblický verš
Biblický verš nebo jen verš je nejmenší označená jednotka biblického textu. Biblické verše se označují arabskými čísly, rozdělení na verše slouží lepší orientaci. Jedna kapitola se skládá v průměru z 26 veršů; nejdelší je žalm 119, který má 176 veršů. Nový zákon poprvé rozdělil na verše italský biblista Santi Pagnini v roce 1527, ale obecně přijato bylo až rozdělení provedené Robertem Estiennem roku 1551.